# Cacoxenite
La cacoxenite è un minerale.
Il nome del minerale deriva dal greco κακός (sbagliato, errato) e ξενός (straniero).

## Abito cristallino
Aciculare, cristalli disposti radialmente a formare una stella o una sfera.

## Forma in cui si presenta in natura
In sferette di aghi.

## Località di ritrovamento
- Europa: Amberg-Auerbach nella regione della Baviera in Germania; Kiruna in Svezia; Rochefort-en-Terre e Morbihan in Francia.[2]
- Altre località di rinvenimento: Arkansas negli Stati Uniti ed in Marocco.[2]